# NewsIn
NewsIn este o agenție de știri din România, înființată în iulie 2006 de trustul media Realitatea-Cațavencu.
Agenția furnizează fluxuri de știri, destinate pieței mass-media, și servicii profesionale, adresate companiilor.
La data de 18 ianuarie 2010, agenția a anunțat că își va înceta activitatea.
Din circa 100 de angajați vor mai rămâne 10-20, care vor fi preluați de Realitatea TV.